# Gymnostachyum longifolium
Gymnostachyum longifolium là một loài thực vật có hoa trong họ Ô rô. Loài này được T.Anderson ex T.Cooke mô tả khoa học đầu tiên năm 1908.